# Nigrozyny
Nigrozyny – grupa organicznych związków chemicznych powstających w reakcji nitrobenzenu z aniliną w obecności chlorku żelaza(II) i kwasu solnego lub szeregu modyfikacji tej metody. Otrzymywane są jako mieszaniny o złożonym składzie, wykazują podobieństwo do indulin, choć zawierają głównie związki o szkielecie fenazynowym o większej masie cząsteczkowej. Zostały po raz pierwszy otrzymane w 1867 roku przez Jeana Théodore’a Coupiera.
Barwników nigrozynowych, w tym również ich pochodnych m.in. sulfonowych, używa się do produkcji farb drukarskich, tuszów do długopisów i pisaków, do barwienia tworzyw sztucznych, papieru czy skóry, do szerokopasmowej absorpcji w technologii laserowej, jako dodatek stabilizujący w polimeryzacji dyspersyjnej, jak również w mikrobiologii do barwienia negatywnego drobnoustrojów.